# Vi barn från Bahnhof Zoo
Vi barn från Bahnhof Zoo (originaltitel: Christiane F. – Wir Kinder vom Bahnhof Zoo) är en västtysk dramafilm från 1981 i regi av Uli Edel (krediterad Ulrich Edel). Manuset är baserat på Christiane F:s självbiografiska bok Gänget i tunnelbanan / Christiane F., med Kai Hermann och Horst Rieck som medförfattare. Titeln på filmen syftar på järnvägsstationen Berlin Zoologischer Garten, Västberlins dåvarande centralstation och känd plats för missbrukarmiljön. Filmen hade premiär den 2 april 1981 i Västtyskland och i USA. Den har 15-årsgräns i Sverige.

## Handling
Filmen är verklighetsbaserad och porträtterar en ung tonårsflickas liv som heroinmissbrukare. Christiane (spelad av Natja Brunckhorst) flyttar som sexåring till Gropiusstadt i dåvarande Västberlin. När hon växer upp kommer hon i kontakt med drogmiljön. Som tolvåring har hon sin första personliga erfarenhet med tabletter och hasch. Hennes frånskilda mor jobbar hårt för att försörja sina två döttrar, och är ofta frånvarande. Detta gör det lätt för Christiane att dölja sitt missbruk till att börja med. Hon hamnar fort i ett tungt drogmissbruk, och med detta följer prostitution för att finansiera heroinet hon använder dagligen. Hon och hennes pojkvän Detlev (Thomas Haustein) lever i en daglig kamp, men ändå med drömmen om att en dag kunna leva ett normalt liv, utan droger.

## Rollista i urval
- Natja Brunckhorst – Christiane F.
- Thomas Haustein – Detlev
- Jens Kuphal – Axel
- Reiner Wölk – Atze
- Christiane Reichelt – Babsi
- David Bowie – sig själv

## Musik i filmen
- "Heroes" - David Bowie
- "Boys Keep Swinging" - David Bowie
- "Station to Station" - David Bowie
- "Look Back in Anger" - David Bowie